# Paek Young‑sun
Paek Young‑sun (ur. 3 sierpnia 1954) – dyplomata Republiki Korei. Od 11 kwietnia 2012 do 2014 akredytowany jako ambasador nadzwyczajny i pełnomocny Republiki Korei w Warszawie.
Wykształcenie:
- 1978 – licencjat w dziedzinie stosunków międzynarodowych, Państwowy Uniwersytet w Seulu.

Kariera zawodowa:
- 1977 – wstąpił do MSZ po zdaniu egzaminu dyplomatycznego
- 1981 – trzeci sekretarz w Bernie
- 1985 – zastępca sekretarza w Urzędzie Prezydenta Republiki
- 1993 – dyrektor Wydziału Protokołu w MSZ
- 1994 – radca w Stałym Przedstawicielstwie do Narodów Zjednoczonych w Nowym Jorku
- 1998 – koordynator i wicedyrektor Komitetu Przygotowującego Spotkanie Azja‑Europa
- 1999 – zastępca szefa Protokołu w MSZ
- 2001 – minister w Moskwie
- 2004 – szef Protokołu w MSZ
- 2007 – ambasador w New Delhi
- 2010 – ambasador, doradca ds. Stosunków Międzynarodowych w Prowincji Gyeonggi‑do w Korei.

Żonaty, ma dwóch synów.